# Le Poignard mystérieux
Pour plus de détails, voir Fiche technique et Distribution.
Le Poignard mystérieux (titre original : Slightly Honorable) est un  film américain en noir et blanc réalisé par Tay Garnett, sorti en 1940.

## Synopsis
John Webb, avocat, est accusé du meurtre d'Anne Seymour, une chanteuse, qu'il a rencontrée dans une boîte de nuit.

## Fiche technique
- Titre français : Le Poignard mystérieux
- Titre original : Slightly Honorable
- Réalisation : Tay Garnett
- Scénario : Ken Englund, John Hunter Lay, Robert Tallman, d'après le roman Send Another Coffin de F. G. Presnell (1939)
- Chef-opérateur : Merritt B. Gerstad
- Musique : Werner Janssen
- Montage : Otho Lovering, Dorothy Spencer
- Direction artistique : Alexander Golitzen
- Décors de plateau : Julia Heron
- Costumes : Travis Banton
- Production : Tay Garnett, Walter Wanger
- Société de production : Walter Wanger Productions
- Société de distribution : United Artists
- Pays de production :  États-Unis
- Langue originale : anglais américain
- Format : noir et blanc — 35 mm — 1,37:1 — son : mono (Western Electric Mirrophonic Recording)
- Genre : comédie dramatique, policier
- Durée : 85 min
- Dates de sortie :
  - États-Unis : 22 janvier 1940
  - France : 13 juin 1952

## Distribution
- Pat O'Brien : John Webb
- Edward Arnold : Vincent Cushing
- Broderick Crawford : Russel Sampson
- Ruth Terry : Anne Seymour
- Alan Dinehart : George Joyce
- Claire Dodd : Alma Brehmer
- Phyllis Brooks : Sarilla Cushing
- Eve Arden : Mlle Ater
- Douglass Dumbrille : George Taylor
- Bernard Nedell : Pete Godena
- Douglas Fowley : Madder
- Ernest Truex : P. Hemingway Collins
- Janet Beecher : Mme Cushing
- Evelyn Keyes : Mlle Vlissigen
- John Sheehan : Mike Daley
- Addison Richards : l'inspecteur Melvyn Fromm
- Cliff Clark : le capitaine Graves
- Zack Williams (non crédité) : le prêcheur au cimetière
- Tay Garnett
- Bud Jamison
- Victor Potel